# Carl Odencrants

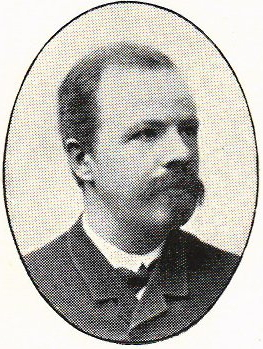
Carl Odencrants.

Carl Ewert Gustaf Odencrants, född den 25 januari 1848 i Huddinge socken, Stockholms län, död den 7 augusti 1911 i Kristinehamn, var en svensk jurist. Han var dotterson till Christian Stenhammar.
Odencrants blev student vid Uppsala universitet 1865 och avlade examen till rättegångsverken där 1872. Han blev vice häradshövding 1874. Odencrants var adjungerad ledamot i Svea hovrätt 1881–1886 och häradshövding i Östersysslets domsaga från 1886 till sin död. Han var kommunalman och vice ordförande i direktionen över Kristinehamns hospital från 1907. Odencrants blev riddare av Nordstjärneorden 1896.